# ブルクドルフ郡
かつて存在したブルクドルフ郡（独: Amtsbezirk Burgdorf）は、スイスのベルン州にあった郡（Amtsbezirk、アムツ・ベツィルク）。2010年1月1日に、ベルン＝ミッテルラント区（Verwaltungskreis Bern-Mittelland）に帰属したベーリスヴィルを除いて、他郡と合併してエンメンタール区（Verwaltungskreis Emmental）となった。郡都はブルクドルフで、長官が居住していたブルクドルフ城がある。197.30 km²の面積に24の基礎自治体があった。2008年12月31日現在で、34,229人が居住していた。

## 基礎自治体の一覧

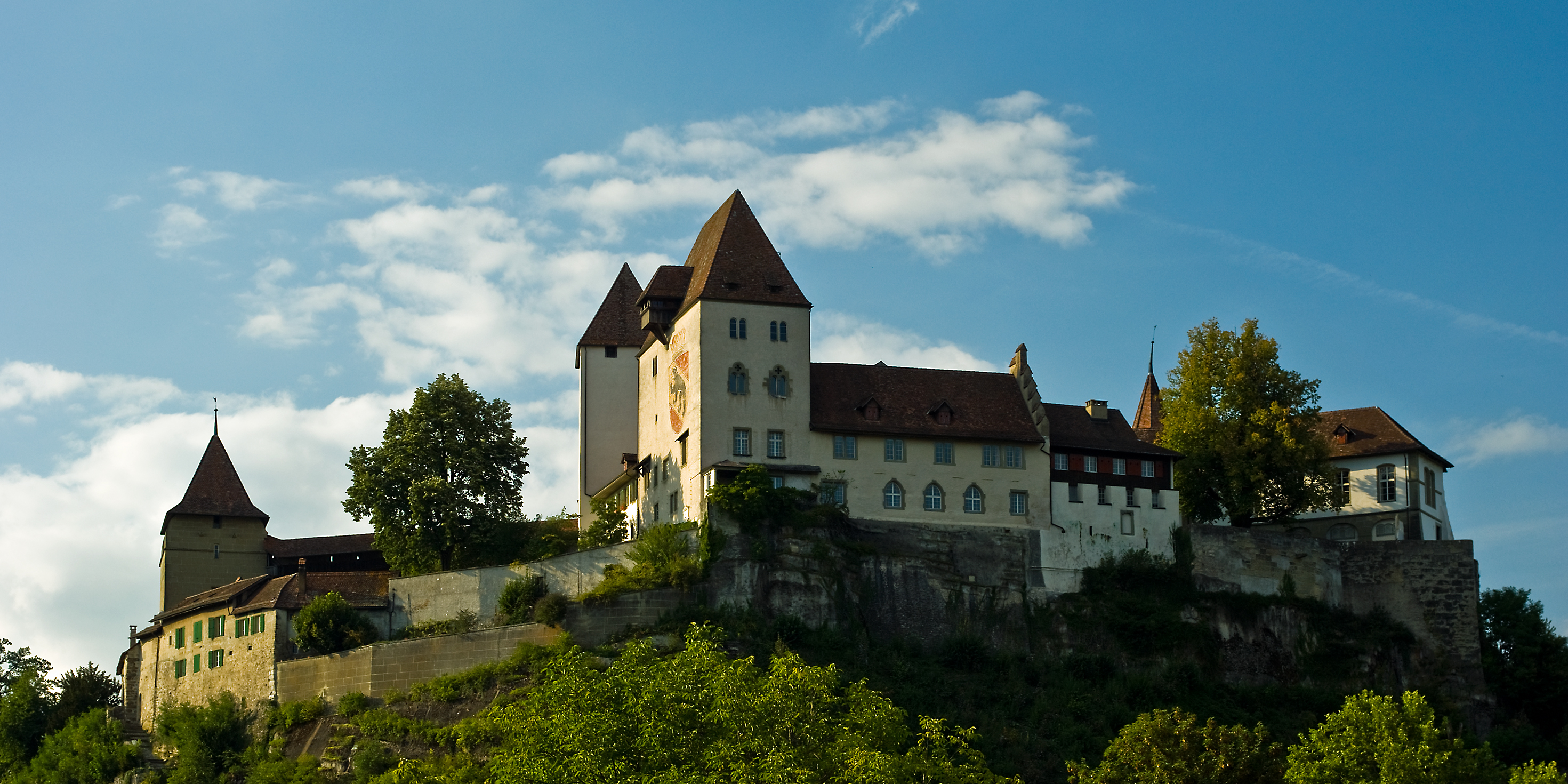
ブルクドルフのブルクドルフ城
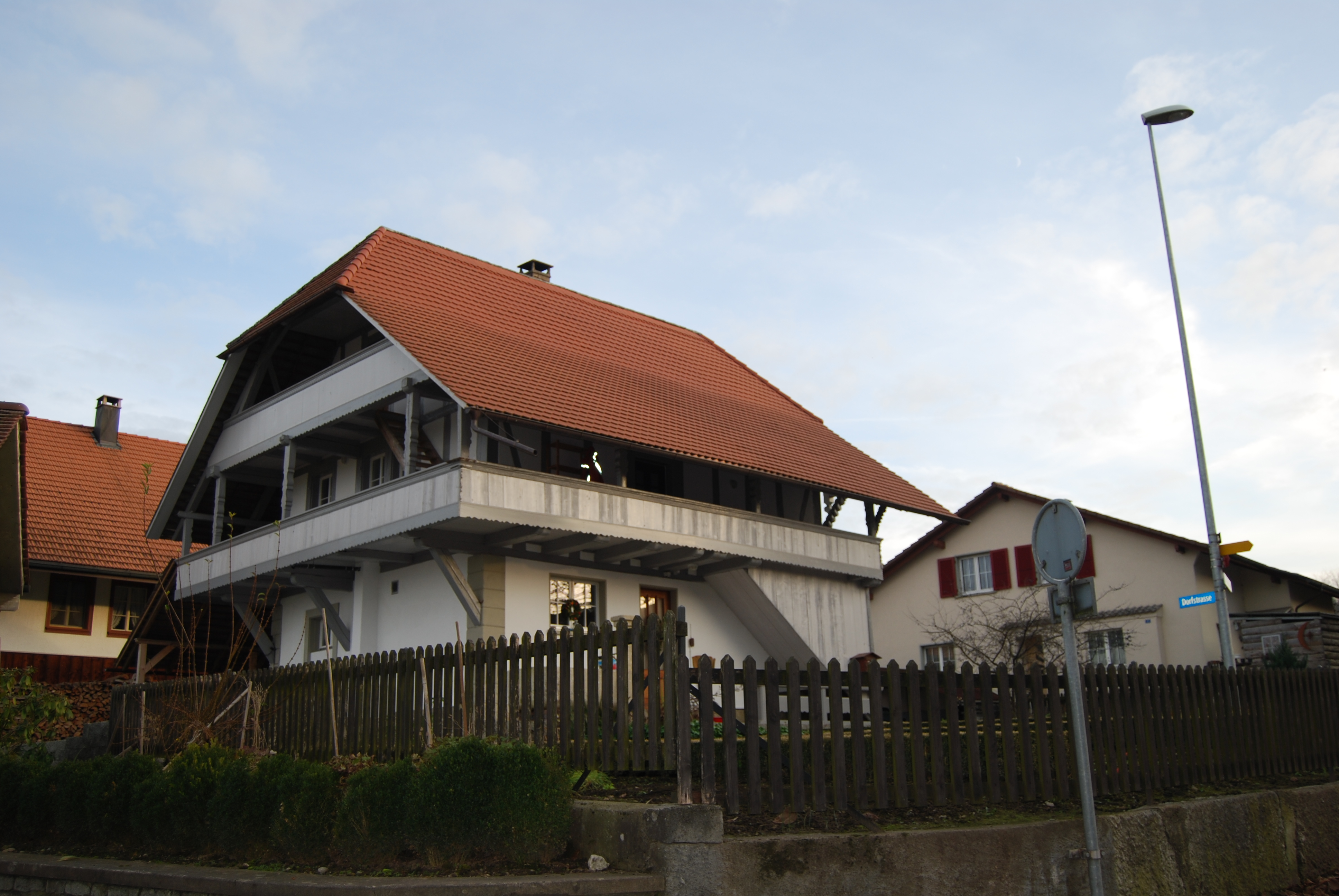
ヘッヘシュテッテンのエンメンタール地方伝統家屋
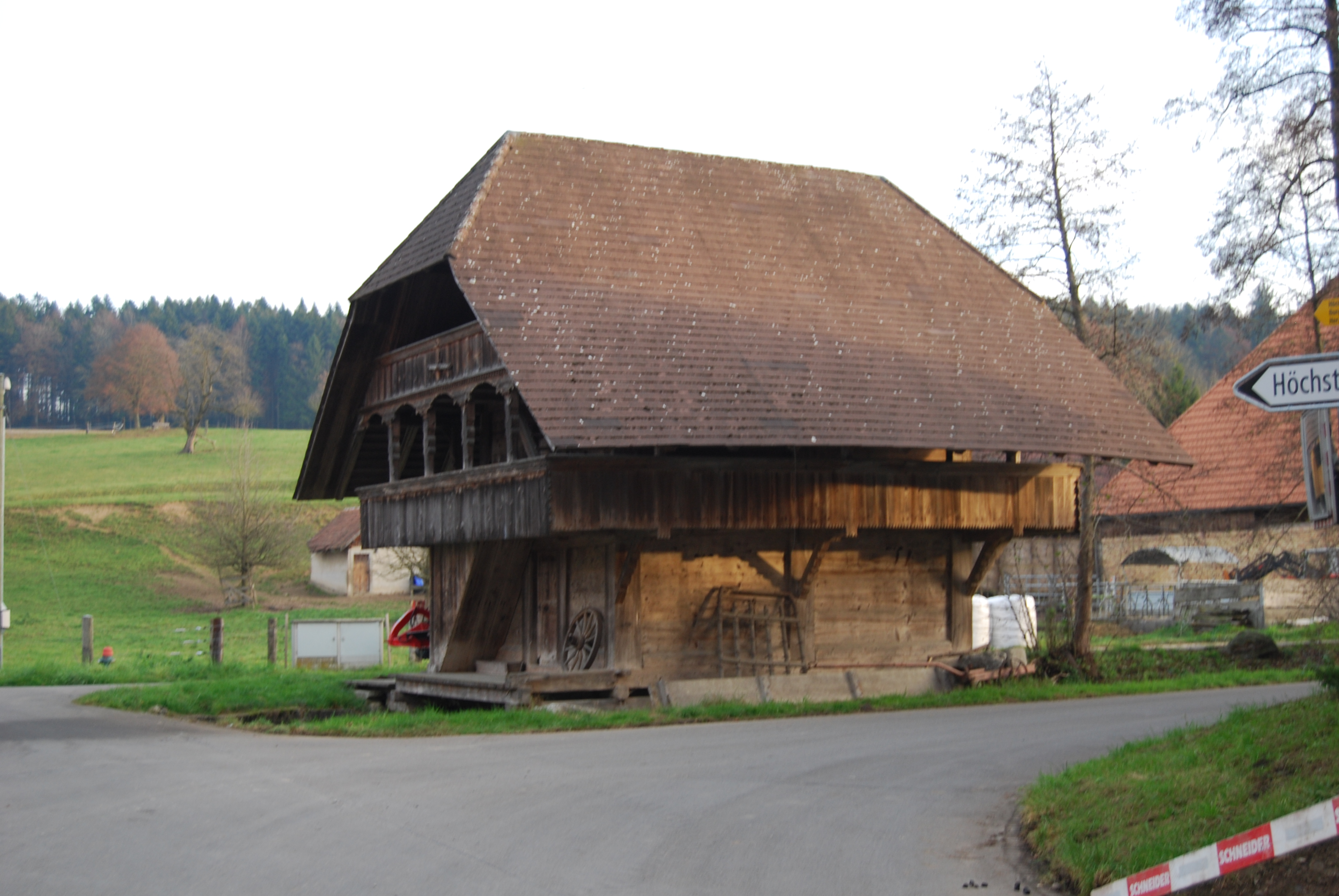
ヴィッラディンゲンの1784年築の木造倉庫
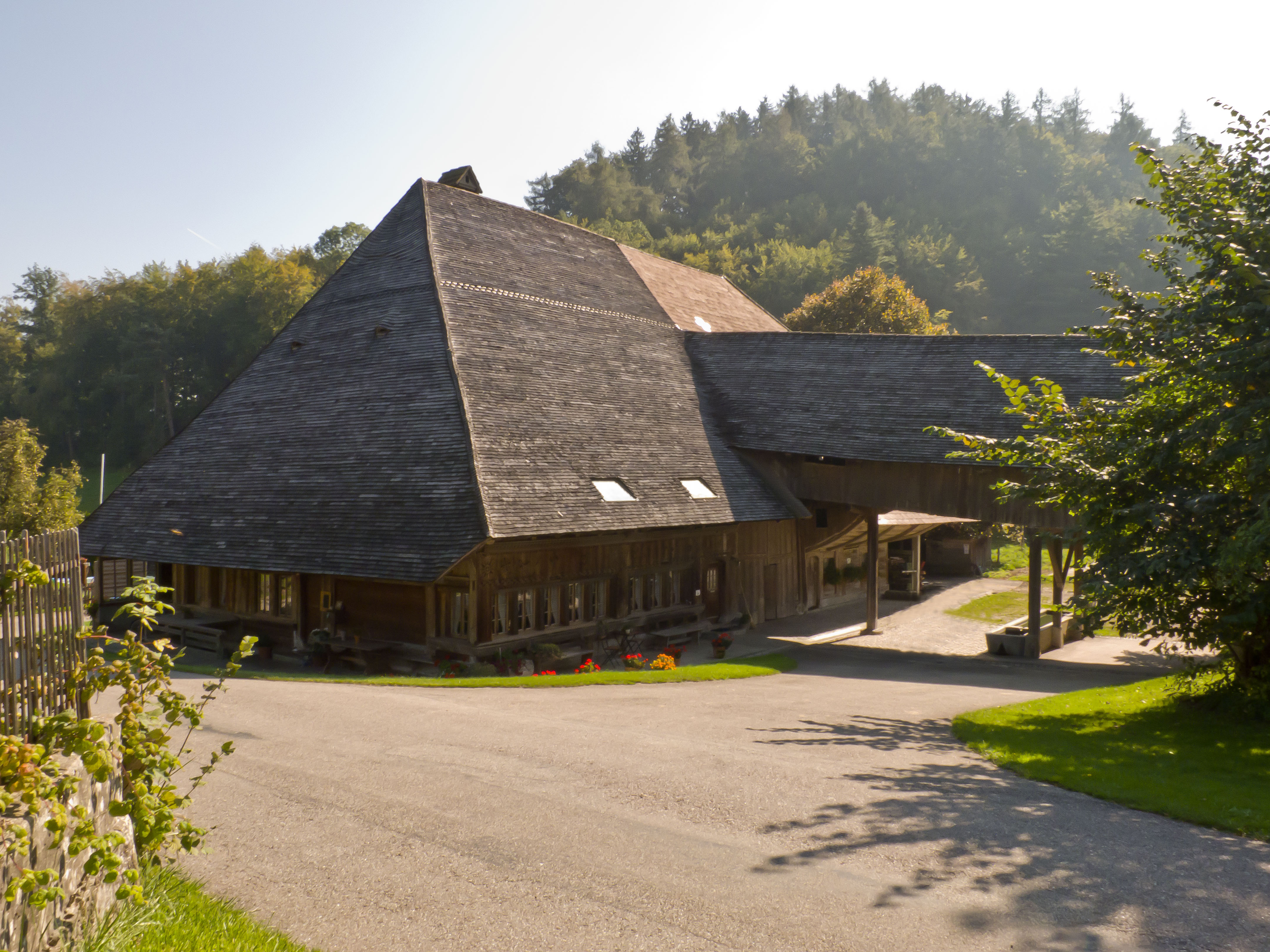
ヴィーニゲンのグルンッゲ農場（映画『Uli der Pächter』の舞台、位置）

| 名称                                                       | 人口 2008年 12月31日 | 面積 （km²） | 人口密度 （人/km²） |
| ---------------------------------------------------------- | -------------------- | ------------ | ------------------- |
| ブルクドルフ（Burgdorf BE）                                | 15,238               | 15.56        | 979                 |
| ハスレ・バイ・ブルクドルフ（Hasle bei Burgdorf）           | 3,081                | 21.89        | 141                 |
| オーバーブルク（Oberburg BE）                              | 2,846                | 14.14        | 201                 |
| ハイミスヴィル（Heimiswil）                                | 1,626                | 23.36        | 70                  |
| クラウフタール（Krauchthal）                               | 2,273                | 19.43        | 117                 |
| リッサッハ（Lyssach）                                      | 1,390                | 6.05         | 230                 |
| リューティ・バイ・リッサッハ（Rüti bei Lyssach）           | 157                  | 1.29         | 122                 |
| メッチヴィル（Mötschwil）                                  | 138                  | 2.95         | 47                  |
| ヒンデルバンク（Hindelbank）                               | 2,006                | 6.75         | 297                 |
| ベーリスヴィル（Bäriswil）                                 | 991                  | 2.73         | 363                 |
| ケルネンリート（Kernenried）                               | 426                  | 3.33         | 128                 |
| キルヒベルク（Kirchberg BE）                               | 5,608                | 9.05         | 620                 |
| リュットリゲン＝アルヒェンフリュー（Rüdtligen-Alchenflüh） | 2,169                | 2.72         | 797                 |
| アエフリゲン（Aefligen）                                   | 1,006                | 2.04         | 493                 |
| エアシゲン（Ersigen）                                      | 1,483                | 8.76         | 169                 |
| オーバー・エッシュ（Oberösch）                             | 110                  | 2.10         | 52                  |
| ニーダー・エッシュ（Niederösch）                           | 226                  | 4.60         | 49                  |
| ルーメンディンゲン（Rumendingen）                          | 81                   | 2.44         | 33                  |
| ヴィーニゲン（Wynigen）                                    | 2,019                | 28.32        | 71                  |
| アルヒェンシュトルフ（Alchenstorf）                        | 565                  | 6.57         | 86                  |
| コッピゲン（Koppigen）                                     | 2,069                | 6.93         | 299                 |
| ヴィッラディンゲン（Willadingen）                          | 181                  | 2.17         | 83                  |
| ヘッヘシュテッテン（Höchstetten BE）                       | 257                  | 2.64         | 97                  |
| ヘルゾウ（Hellsau）                                        | 181                  | 1.48         | 122                 |
| 合計 (24)                                                  | 46,127               | 197.30       | 234                 |

## 基礎自治体の変遷

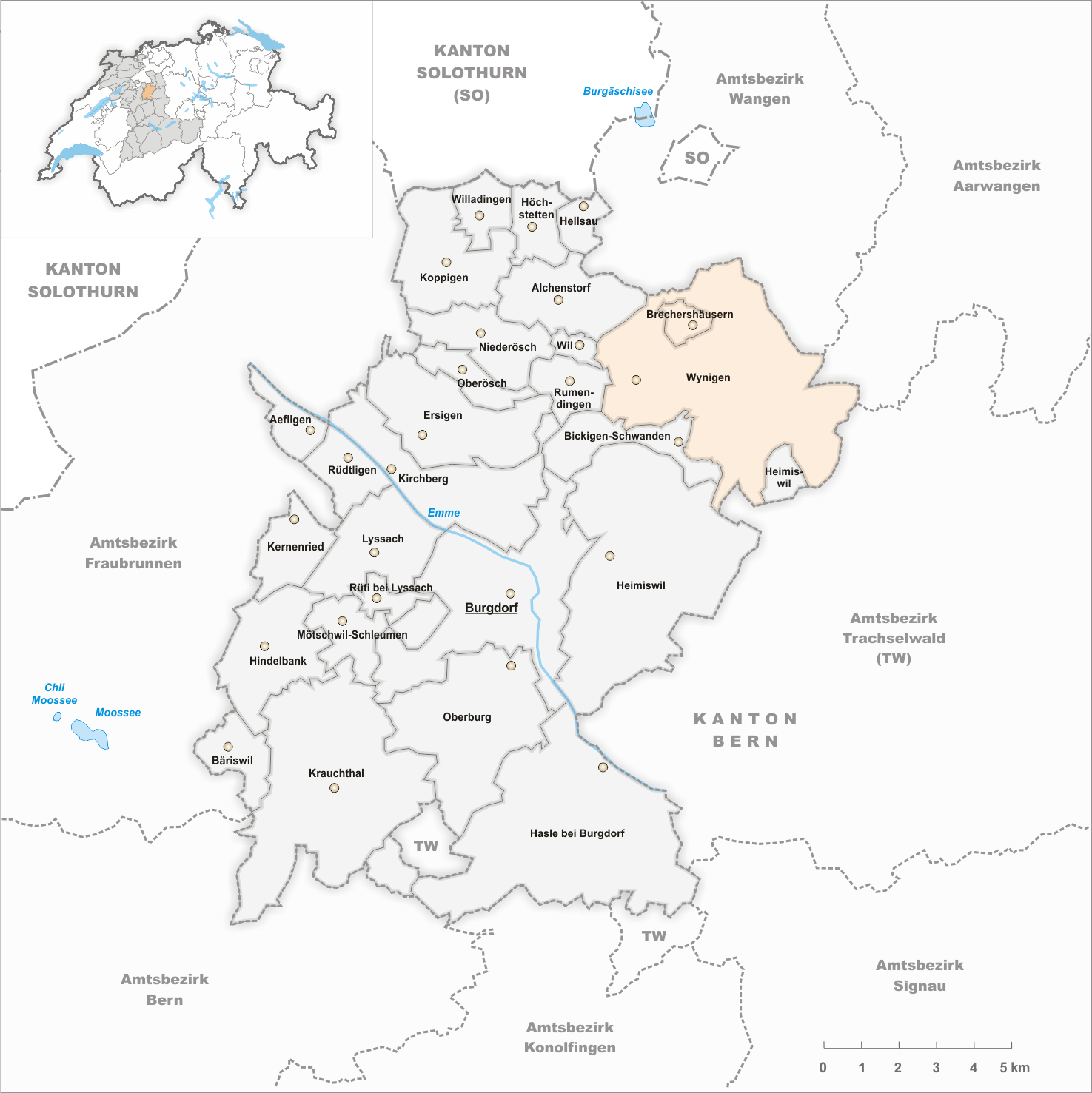
1886年までの自治体
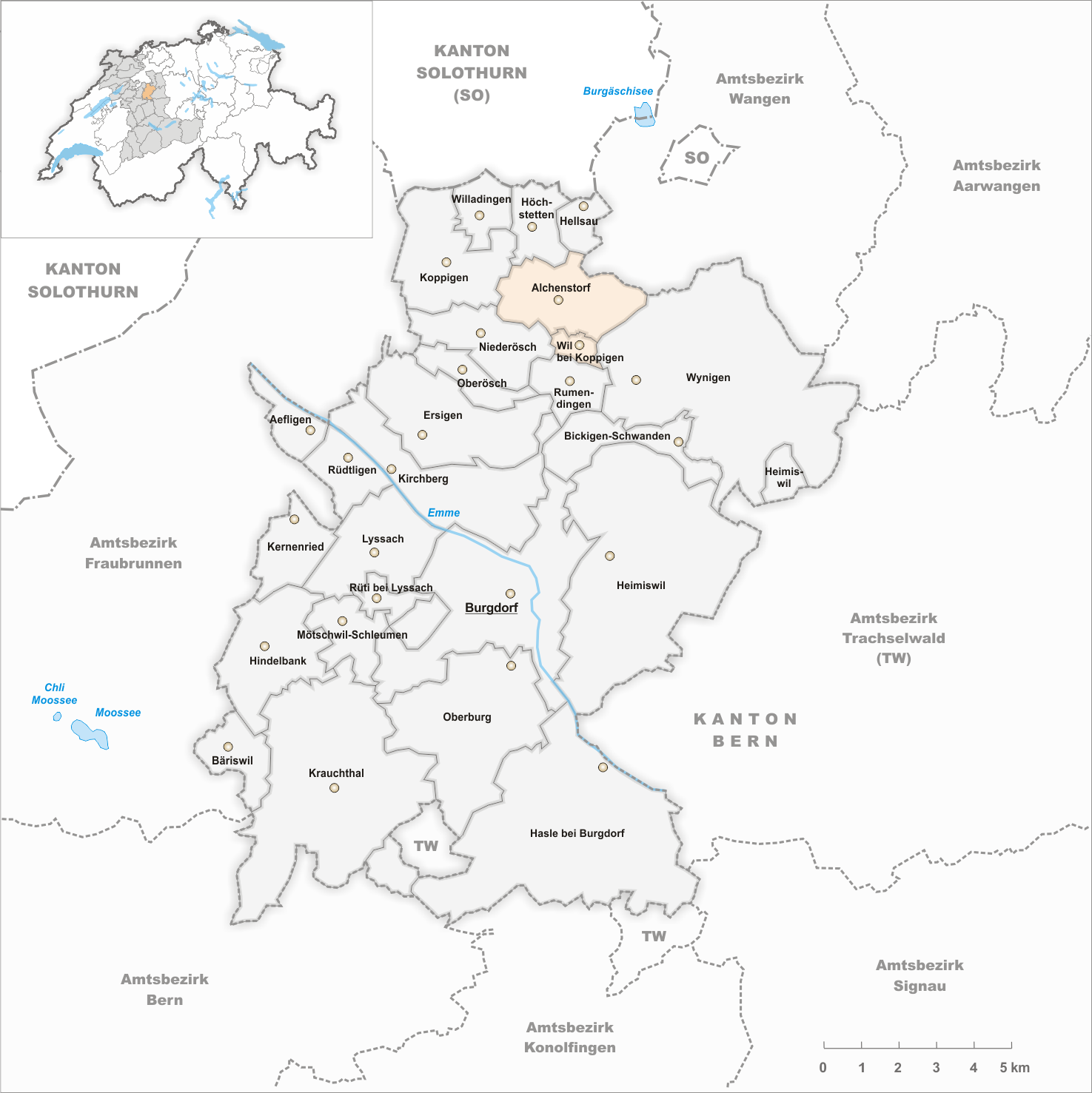
1887年までの自治体
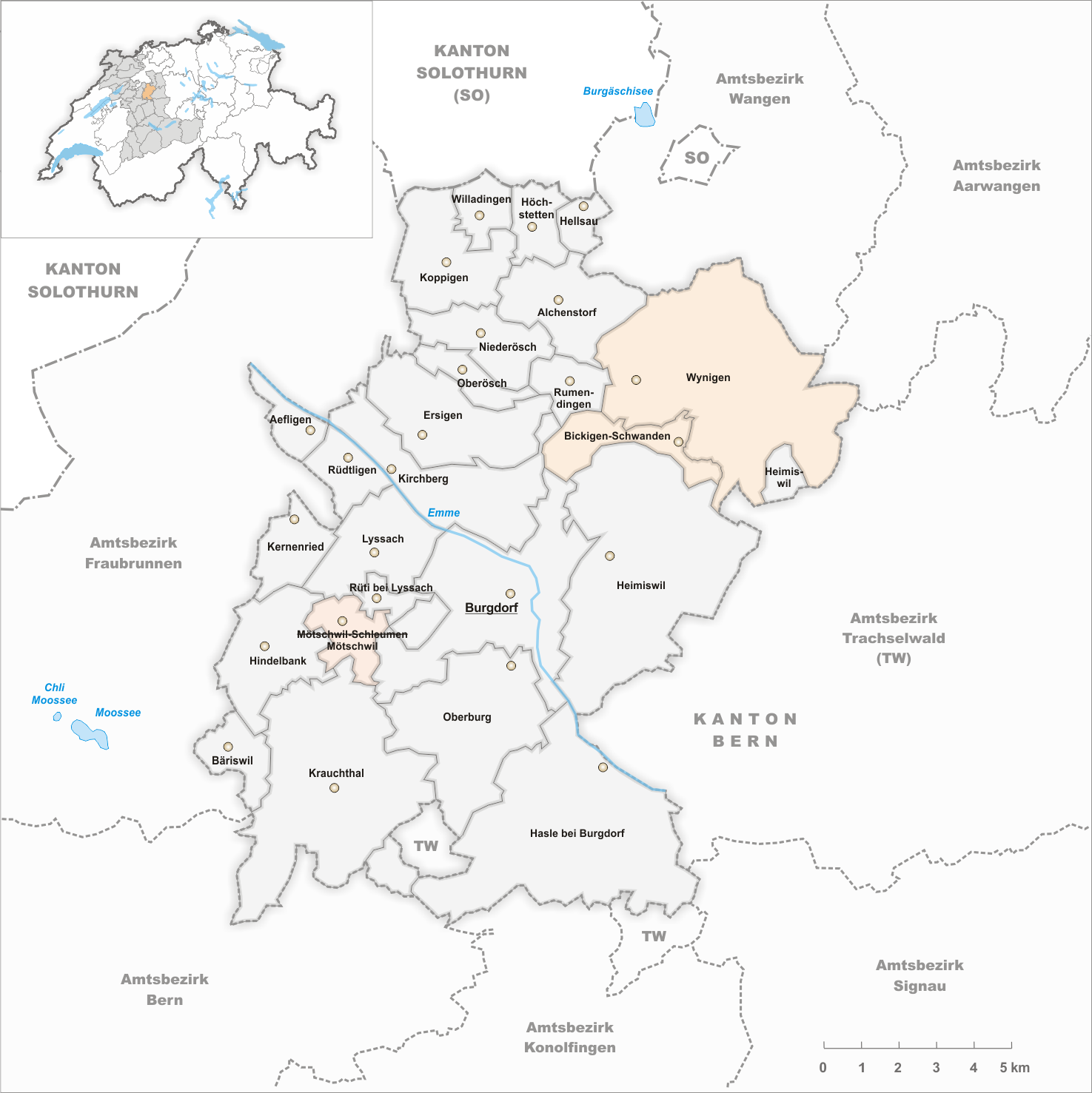
1910年までの自治体
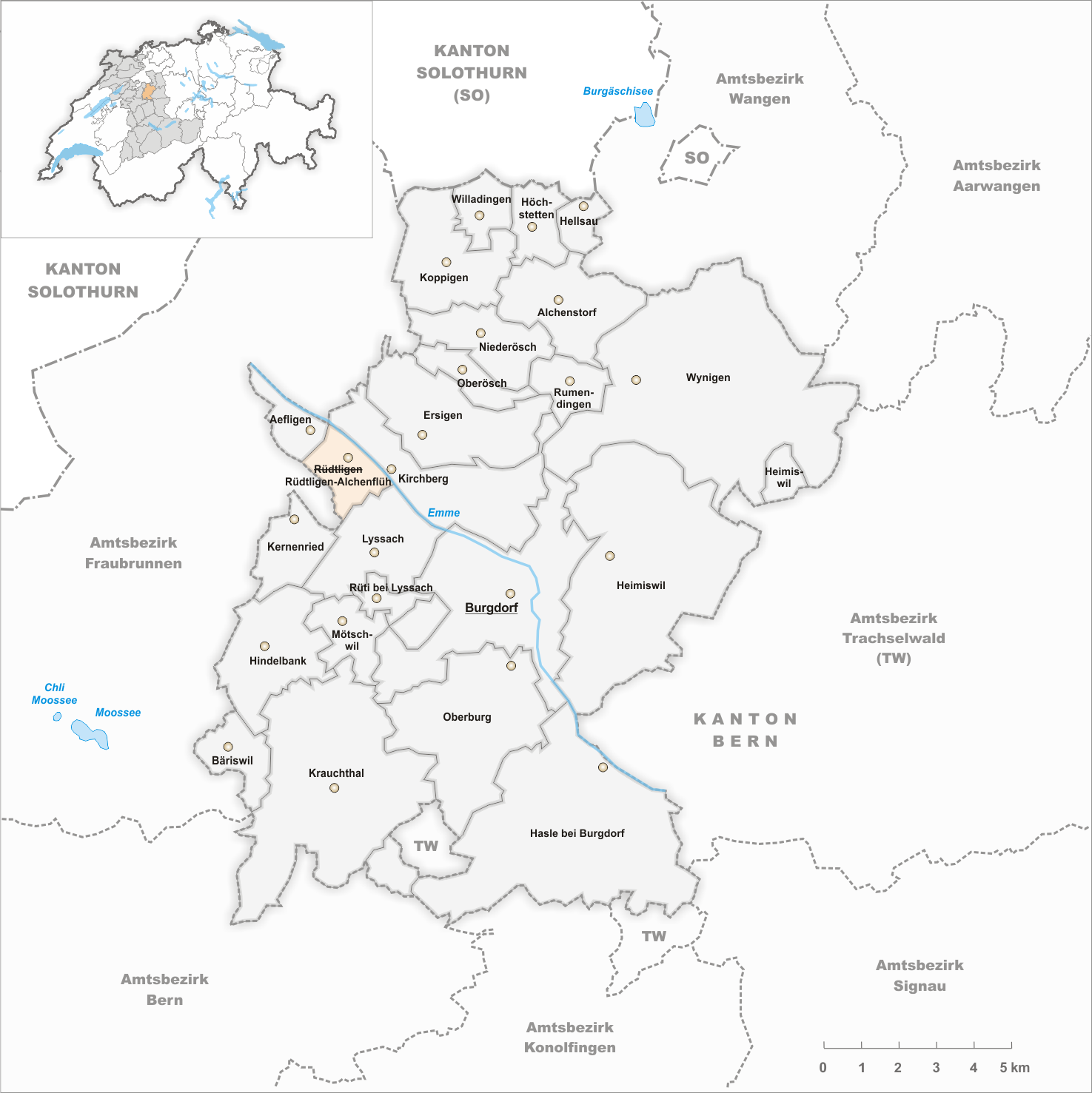
1925年までの自治体
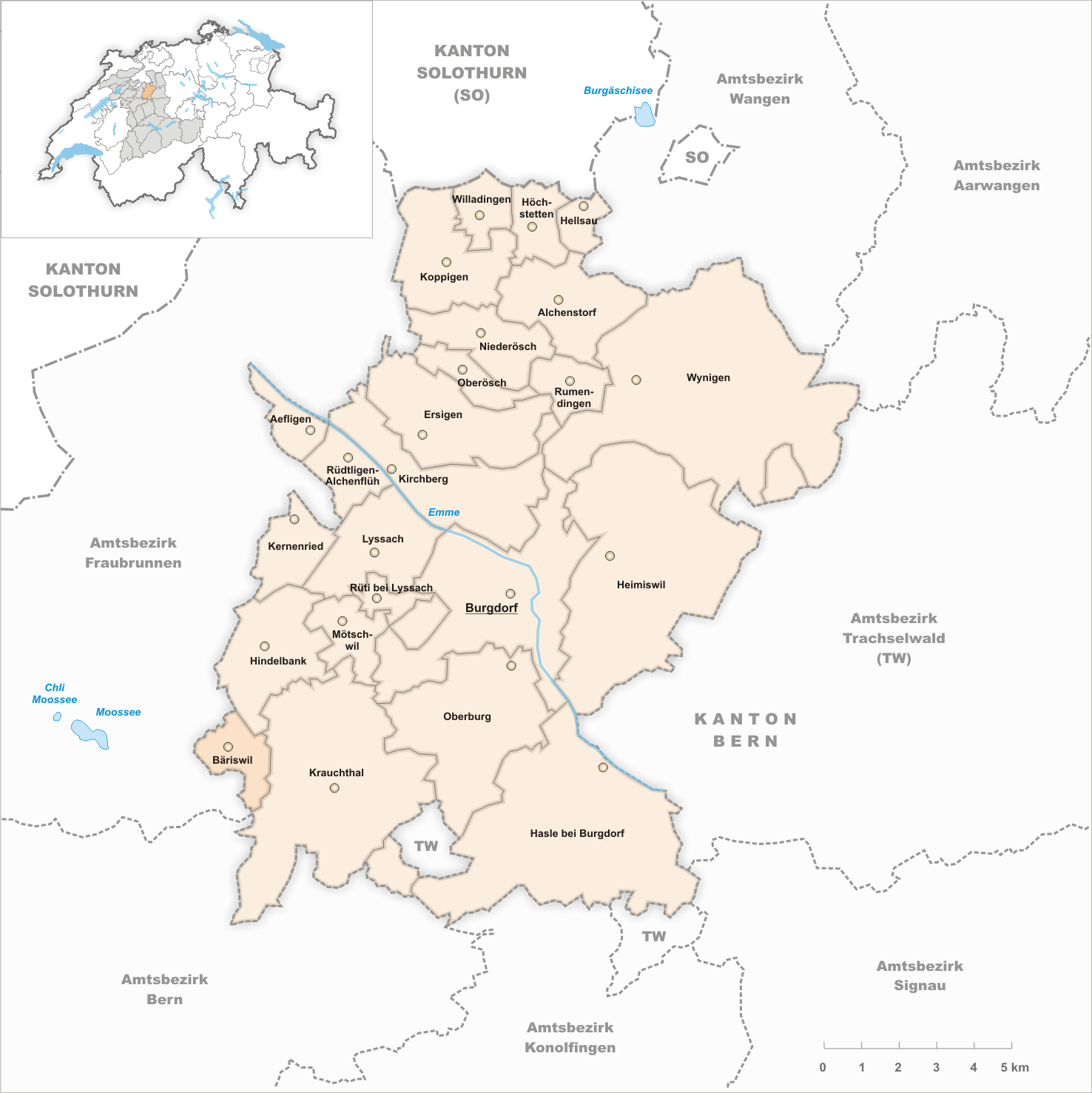
2009年までの自治体

- 1887年: ブレヒャーズホイゼルン（Brechershäusern）とヴィーニゲンが合併してヴィーニゲンになる。
- 1888年: アルヒェンシュトルフとヴィル・バイ・コッピゲン（Wil bei Koppigen）が合併してアルヒェンシュトルフになる。
- 1911年: ビッキゲン＝シュヴァンデン（Bickigen-Schwanden）とヴィーニゲンが合併してヴィーニゲンになる。
- 1911年: メッチヴィル＝シュロイメン（Mötschwil-Schleumen）がメッチヴィルに改称する。
- 1926年: リュットリゲンがリュットリゲン＝アルヒェンフリューに改称する。
- 2010年: ブルクドルフ郡が再編され、ベーリスヴィルがベルン＝ミッテルラント区となり、その他はエンメンタール区となる。